# Batterie von Crisbecq

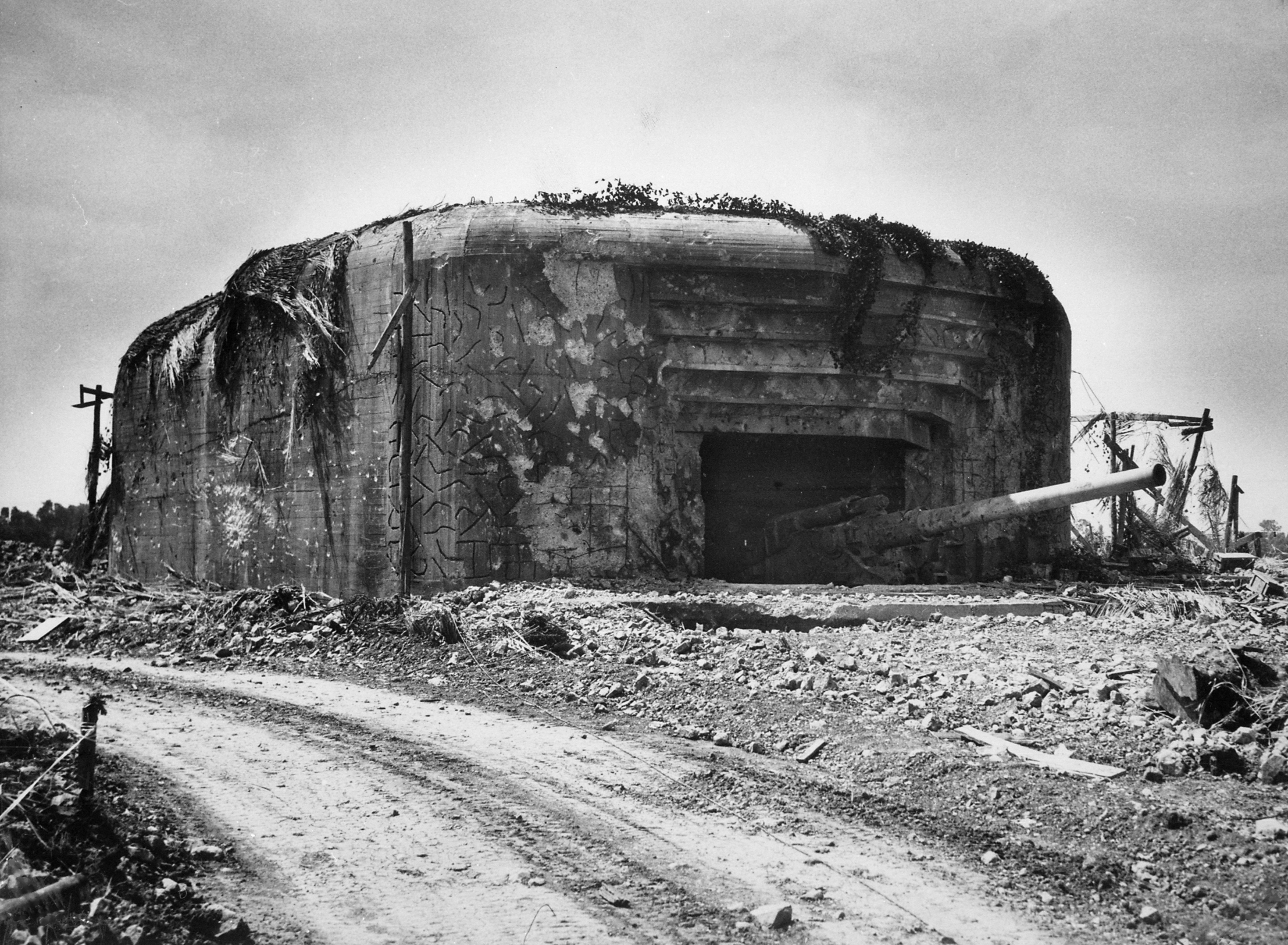
Batterie von Crisbecq (1944)

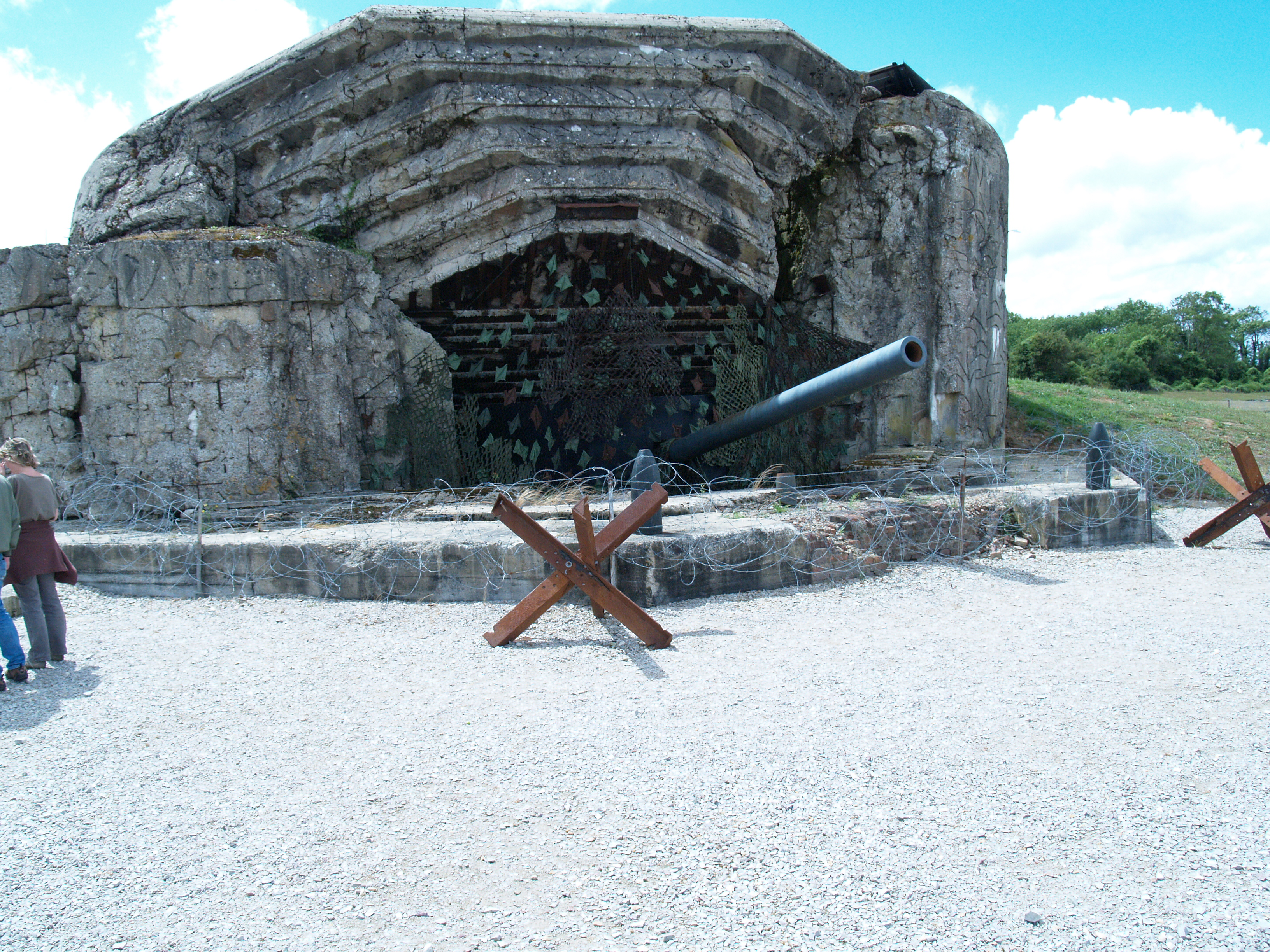
Batterie von Crisbecq (2010)

Die Marine-Küsten-Batterie Crisbecq war eine deutsche Geschützstellung aus der Zeit des Zweiten Weltkrieges. Sie befindet sich in Saint-Marcouf im französischen Département Manche, nur wenige Kilometer nordwestlich des Landeabschnitts Utah Beach der Invasion in der Normandie.
Die Anlage bedeckt eine Fläche von über 4 ha, liegt erhöht und überblickt das Gebiet von Saint-Vaast-la-Hougue bis zur Pointe du Hoc. Sie wurde ab Anfang 1942 von der Organisation Todt errichtet und war zum Zeitpunkt der Invasion teilweise noch im Bau. Mit ihren drei 21-cm-Škoda-Langrohrgeschützen beherrschte diese Batterie einen weiten Bereich des Atlantikwalls. Zur Anlage gehörten eine 150-mm-Kanone, Flakgeschütze, Granatwerfer und Maschinengewehrstände. Im über 80 km langen Invasionsraum war es die stärkste Anlage dieser Art.
US-amerikanische Truppen der bei Utah Beach gelandeten 4. US-Infanteriedivision griffen die Batterie zwischen dem 6. und 12. Juni 1944 mehrfach an. Die Batteriebesatzung unter dem Kommando von Oberleutnant Walter Ohmsen leistete unter großen Verlusten erbitterten Widerstand. Am 8. Juni besetzten die US-Amerikaner einen Teil der Batterie. Die Deutschen zogen sich in die Bunker zurück und Ohmsen erbat von der Batterie von Azeville Feuer auf seine eigene Batterie, um den eingedrungenen Feind zu vertreiben. Dies gelang und die US-Soldaten zogen sich zurück. 
In der Nacht zum 12. Juni verließen die deutschen Soldaten die Batterie. Von 406 deutschen Verteidigern konnten sich nur noch 78 Mann absetzen.
Seit 2004 ist die Anlage mit ihren 21 Unterständen und Bunkern freigelegt und kann besichtigt werden.